# Olle Gestblom
Karl Olof (Olle) Josef Gestblom, född 19 april 1914 i Solna, död 18 oktober 2008, var en svensk kommunalborgmästare. 
Gestblom, som var son till rådman Josef Gestblom och Eina Humble, avlade studentexamen vid Norra Real i Stockholm 1934 och blev juris kandidat vid Stockholms högskola 1940. Han var notarie vid Stockholms rådhusrätt 1940–1943, stadsnotarie i Skövde stad 1943–1946 samt blev kommunalborgmästare i Falkenbergs stad 1946 och dito i Nacka stad 1951. Han var styrelseledamot i Falkenbergs rusthåll 1947, ordförande i Falkenbergs tennisförening 1947 och styrelseledamot i Hallands läns tennisförbund 1947. Gestblom är gravsatt på Solna kyrkogård.